# والدنشتاين
والدنشتاين (بالألمانية: Waldenstein) هي بلدة تقع في منطقة غموند في النمسا السفلى.